# Fernand Buyle
Fernand "Nand" Auguste Charles Buyle (Sint-Jans-Molenbeek, 3 maart 1918 - ?, 22 januari 1992) was een Belgisch voetballer die speelde als aanvaller. Hij voetbalde in Eerste klasse bij Daring Club Brussel en speelde 16 interlands met het Belgisch voetbalelftal.

## Loopbaan
Buyle debuteerde in 1934 als aanvaller in het eerste elftal van Daring Club Brussel en verwierf er al spoedig een basisplaats. De club speelde op dat moment in de top van de rangschikking in Eerste klasse. Buyle maakte deel uit van de ploeg die erin slaagde om de reeks van 60 wedstrijden zonder nederlaag van Union Sint-Gillis te doorbreken. Verder werd hij met de ploeg landskampioen in 1936 en 1937 en won hij de Beker van België in 1935.
Tussen 1937 en 1945 speelde Buyle 16 wedstrijden met het Belgisch voetbalelftal en scoorde hierin één doelpunt. Op het Wereldkampioenschap voetbal 1938 in Frankrijk speelde Buyle één wedstrijd.
Ondertussen was Daring in 1939 gedegradeerd naar Tweede klasse en het duurde nog tot in 1950 vooraleer de ploeg haar plaats in de hoogste afdeling terug kon innemen. Buyle bleef er nog voetballen tot in 1953. In totaal speelde Buyle 111 wedstrijden in de hoogste afdeling en scoorde hierbij 33 doelpunten.